# Joma
Joma Sport, S.A. je španjolski brand sportske odjeće i obuće.

## Povijest
Jomu je osnovao Fructuoso López 1965. godine s ciljem proizvodnje obuće za opću upotrebu. Naziv potječe od imena Fructuosovoga prvorođenog sina, Joséa Manuela. Već 1968. godine tvrtka se specijalizirala za proizvodnju i distribuciju sportske obuće. Nakon određenog uspjeha, Joma je ušla na nogometno tržište, gdje je postigla veliki uspjeh kako u Španjolskoj, tako i na međunarodnoj razini. Danas Joma ima urede u SAD-u, Europi i Aziji te je prisutna u više od 70 zemalja širom svijeta.

## Sponzorstva

### Olimpijski odbori
- Bugarska
- Jordan
- Malta
- Meksiko
- Maroko
- Moldavija
- Portugal
- Španjolska

### Atletika

#### Reprezentacije
- Albanija
- Češka
- Italija
- Mauricijus
- Srbija
- Španjolska
- Tunis
- Rumunjska

### Nogomet

#### Reprezentacije
- Bugarska
- Gvatemala
- Honduras
- Zimbabve
- Kenija
- Kazahstan
- Kuba
- Maldivi
- Nikaragva
- Rumunjska
- Trinidad i Tobago
- Ukrajina

#### Klubovi
- NK Istra 1961
- HNK Rijeka
- Brentford
- Norwich City
- Lorient
- Atalanta
- Fiorentina
- Helas Verona
- Pescara
- Torino
- TSG 1899 Hoffenheim
- TSG 1899 Hoffenheim II
- Atlético Baleares
- Fuenlabrada
- Getafe
- Leganés
- Villarreal
- Villarreal B